# Setge d'Ulldecona
El setge d'Ulldecona fou un episodi bèl·lic de la Guerra Civil Catalana.

## Antecedents
El 6 d'abril de 1465 la gent de Tortosa pren Ulldecona i a finals de maig de 1465, Joan II es reuneix amb la seva dona a València, on recluten 300 genets, 600 infants, una bombarda de sis arroves i una de quatre i mitja. El fracassat setge de la Bisbal obligà Joan II i el seu hereu a refugiar-se a l'estol reial i a tornar a Tarragona.

## El setge
Joan el Sense Fe arriba a Ulldecona a principis de juny i posa la ciutat a setge, moment aprofitat pels assetjats per fer una sortida, arribant a prop de la tenda de la reina. Joan abandona el setge per dirigir-se a aixecar el setge de Cervera mentre Pere avançava al nord, prenent Camprodon, Berga, Bagà i Olot. La vila fou bombardejada per les bombardes valencianes que van destruir dues torres i una part de la muralla. Un assalt fou rebutjat el 21 de juny però finalment va rendir-se a les tropes reials comandades per Lluís Despuig, capità del Maestrat de l'Orde de Montesa el 20 de setembre de 1465.

## Conseqüències
El 2 d'octubre de 1465, el príncep Ferran amb l'exèrcit reial inicià un setge fluvial i terrestre a Amposta amb la flota de Joan III de Vilamarí, i l'exèrcit d'Alfons d'Aragó i d'Escobar al castell d'Amposta, i amb la caiguda d'Amposta el juny de 1466 en mans reials, quedava obert el camí de Tortosa i Barcelona. Lluís Despuig fou nomenat el 21 d'agost de 1466 pel rei prior de la Batllia d'Ulldecona.